# خوسيه ميغيل نوغويرا
خوسيه ميغيل نوغويرا (بالإسبانية: José Miguel Noguera)‏ (3 أبريل 1913 ببوينس آيرس في الأرجنتين - 29 أكتوبر 1954 بمدينة مكسيكو في المكسيك) هو مدرب كرة قدم ولاعب كرة قدم أرجنتيني في مركز الهجوم. لعب مع أتلانتي إف سي وفيليز سارسفيلد ونادي سان لورينزو ونادي مونتيري ونويفا شيكاجو وAsturias F.C. ‏.

## معرض صور

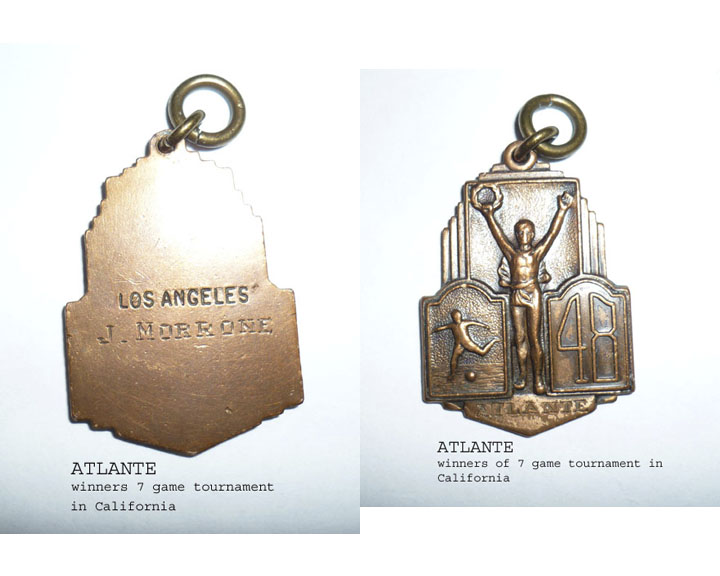
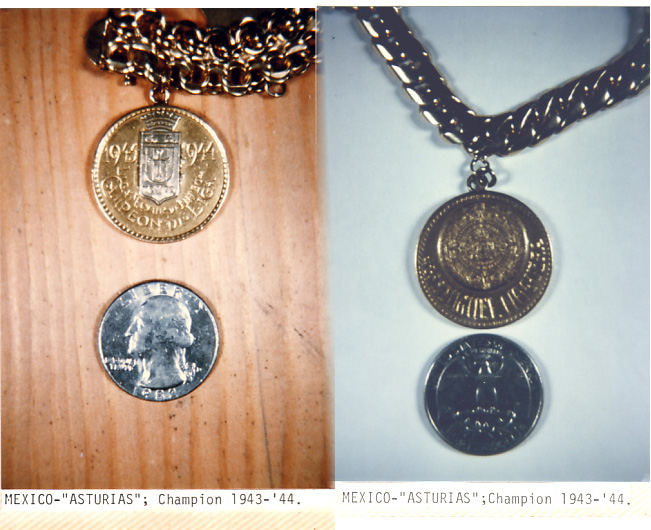
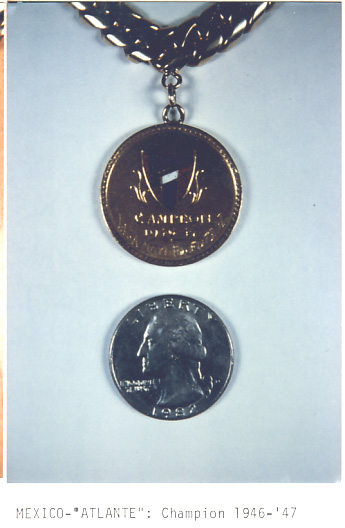
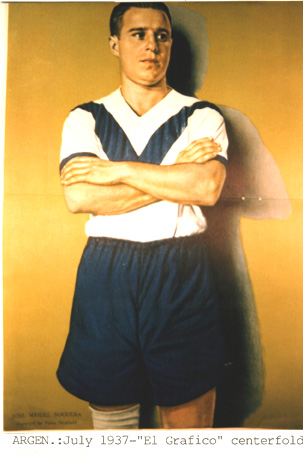